# كولبيس الأنسة والدرون الأحمر
كولبيس الأنسة والدرون الأحمر ، الاسم العلمي (English: Piliocolobus badius waldrona) هو ضرب من الكولبسيات الحمراء الغربية يرجع أصله إلي غرب أفريقيا. لم يتم مشاهدتها منذ عام 1978 وأعتبرت منقرضة في عام 2000. ومع ذلك، تشير أدلة جديدة إلى أن عدداً قليلاً جداً من هذه النسانيس قد تكون تعيش في النطاق الجنوبي الشرقي من كوت ديفوار. وصفت القائمة الحمراء للأنواع المهددة بالانقراض كولبيس الأنسة والدرون الأحمر بأنها معرض للخطر للغاية.